# Louis Nemours
Louis Nemours, francoski general, * 1473, † 1503.
1. ↑  Cawley C. Medieval Lands: A prosopography of medieval European noble and royal families — P. http://fmg.ac/Projects/MedLands/GASCONY.htm.